# 工石山
工石山（くいしやま）は、高知県高知市と土佐郡土佐町とにまたがる山である。最高地点は標高1,177m（北頂上）で土佐町側にあり、その200m南の高知市側に1,176.39mの1等三角点（南頂上）がある。高知県には工石山が二つあり、本山町の工石山は高知市から遠いため奥工石山と呼ばれている。
本峰は、市街地からも臨め、市街地を流れる鏡川の源流域にあり、県立自然公園で全国初の自然休養林の指定も受け、青少年の家や森林科学館があり子供のころから利用することもあり、市民から最も親しまれた山である。

## 登山
県道16号線で北へ行き赤良木トンネル入口の直前を左折すると、青少年の家などがある駐車場に、そこから少し上がると本峰の入口である杖塚がある。そこからは北回りコースと南回りコースがあり、どちらから行っても頂上で合流する。
- 入口付近：青少年の家、森林科学館、キャンプ場、多目的広場
- 北コース：八起白鷺岩、とど岩、大鳥岩、さくら岩、ヒノキ風倒木、工石権現
- 南コース：ヒノキ屏風岩、賽の河原、六角堂、妙体岩

## ギャラリー

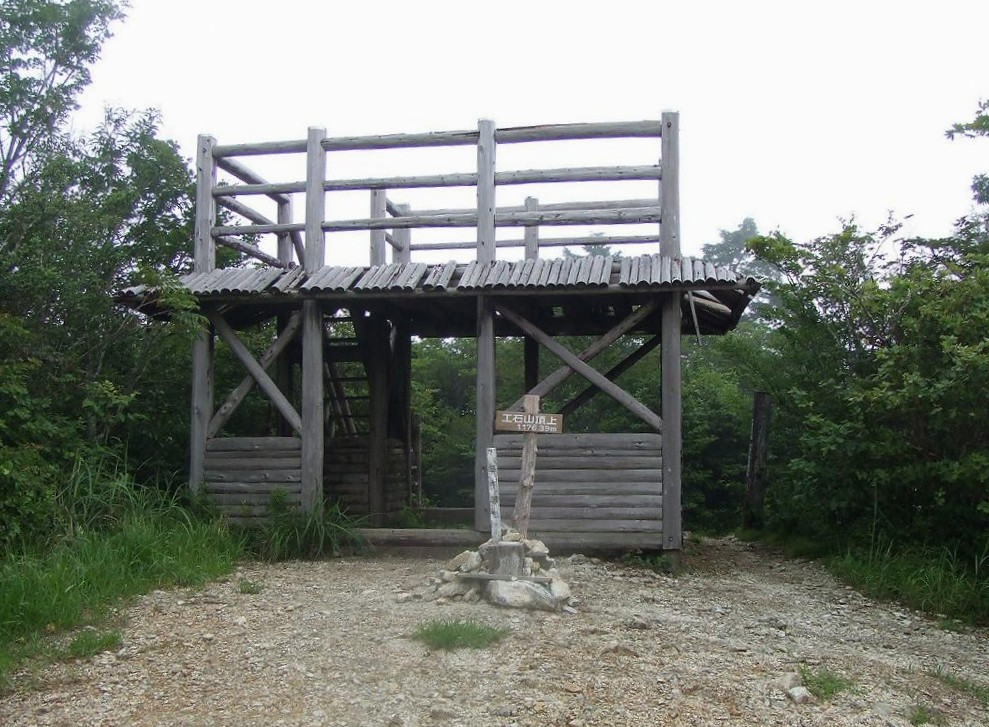
三角点のある南頂上
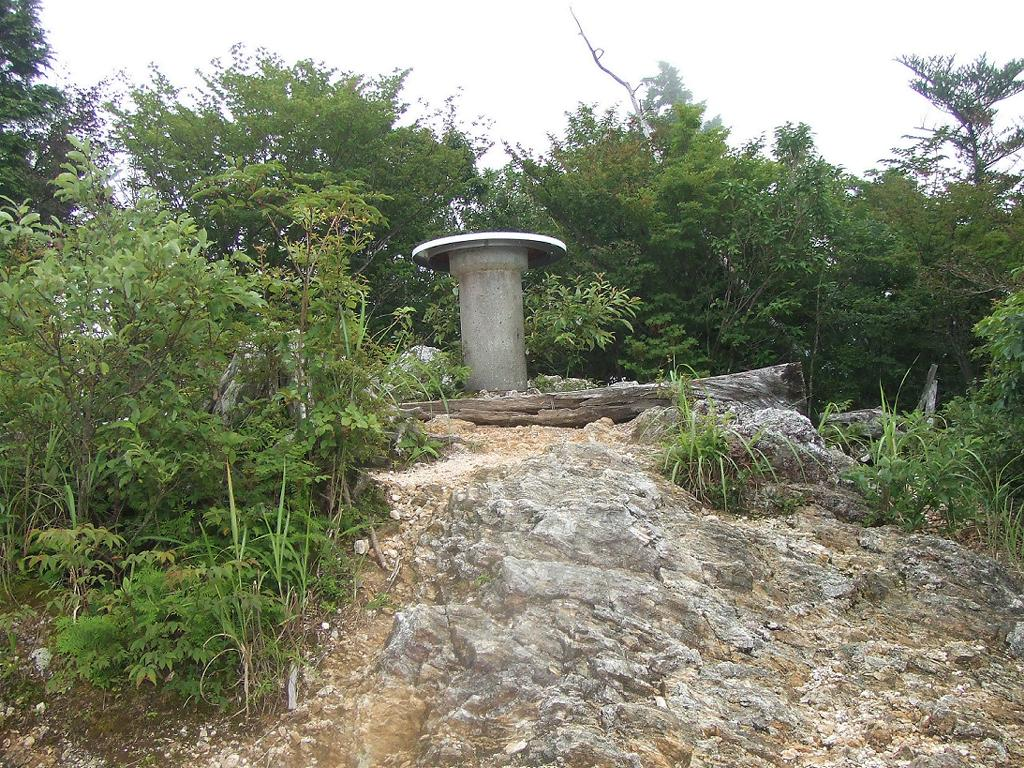
最高地点の北頂上
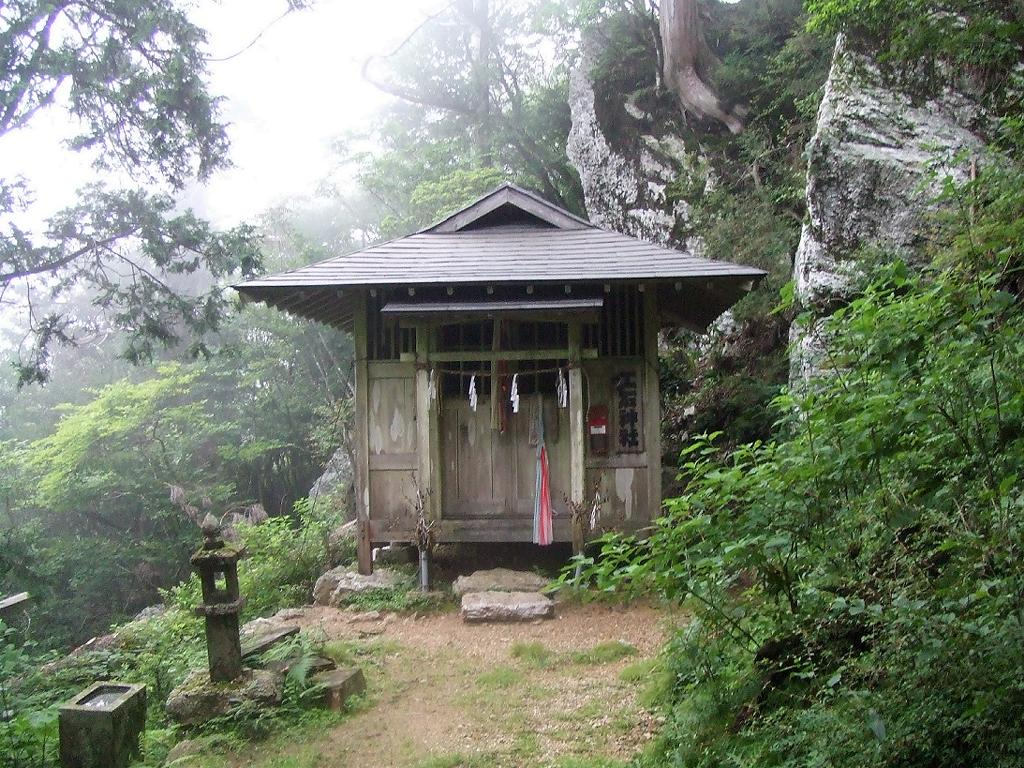
工石神社は南頂上の少し下